# ليل رودريغيز
ليل رودريغيز (مواليد 20 يناير 1952) صحفية من فنزويلا. كان آخر منصب لها هو رئيس مجلس إدارة محطة تلفزيون فنزويلا الاجتماعي التي تتخذ من كاراكاس مقراً لها، والتي بدأت بثها في 27 مايو 2007، بعد عدم تجديد ترخيص البث الأرضي المثير للجدل للمحطة والذي سبق تستخدم التردد.
ولدت ليل رودريغيز في كاراكاس أثناء رئاسة ماركوس بيريز خيمينيز الذي كانت والدتها ناشطة ضد حكومتها. أمضت جزءًا من طفولتها في مدينة كومانا مسقط رأس والدتها إستادو سوكري، قبل أن تعود إلى العاصمة لدراسة علم النفس في جامعة فنزويلا المركزية، ثم الصحافة في جامعة ديل زوليا في إستادو زوليا. تخصصها في الصحافة الثقافية وهي خبيرة في موسيقى أمريكا اللاتينية وخاصة الموسيقى الشعبية في منطقة البحر الكاريبي وفنزويلا. وهي أيضًا عالمة تنجيم، بعد أن درست هذا النظام لمدة 12 عامًا.
عملت أيضًا كمقدمة إذاعية للعديد من المذيعين الفنزويليين وللمحطة الكوبية راديو ريبيلدي.